# Landkreis Rottal-Inn
Landkreis Rottal-Inn is een Landkreis in de Duitse deelstaat Beieren. De Landkreis telt 121.800 inwoners (31 december 2020) op een oppervlakte van 1.281,42 km². Kreisstadt is Pfarrkirchen.

## Indeling
Rottal-Inn is verdeeld in 31 gemeenten. Hiervan hebben drie gemeenten de status stad, terwijl zeven gemeenten zich Markt mogen noemen.
Steden
1. Eggenfelden
2. Pfarrkirchen
3. Simbach am Inn

Märkte
1. Arnstorf
2. Bad Birnbach
3. Gangkofen
4. Massing
5. Tann
6. Triftern
7. Wurmannsquick

Overige gemeenten
1. Bayerbach
2. Dietersburg
3. Egglham
4. Ering
5. Falkenberg
6. Geratskirchen
7. Hebertsfelden
8. Johanniskirchen
9. Julbach
10. Kirchdorf am Inn
11. Malgersdorf
12. Mitterskirchen
13. Postmünster
14. Reut
15. Rimbach
16. Roßbach
17. Schönau
18. Stubenberg
19. Unterdietfurt
20. Wittibreut
21. Zeilarn

Aichach-Friedberg · Altötting · Amberg · Amberg-Sulzbach · Ansbach (stad) · Landkreis Ansbach · Aschaffenburg (stad) · Landkreis Aschaffenburg · Augsburg (stad) · Landkreis Augsburg · Bad Kissingen · Bad Tölz-Wolfratshausen · Bamberg (stad) · Landkreis Bamberg · Bayreuth (stad) · Landkreis Bayreuth · Berchtesgadener Land · Cham · Coburg (stad) · Landkreis Coburg · Dachau · Deggendorf · Dillingen an der Donau · Dingolfing Landau · Donau-Ries · Ebersberg · Eichstätt · Erding · Erlangen · Erlangen-Höchstadt · Forchheim · Freising · Feyung-Grafenau · Fürstenfeldbruck · Fürth (stad) · Landkreis Fürth · Garmisch-Partenkirchen · Günzburg · Haßberge · Hof (stad) · Landkreis Hof · Ingolstadt · Kaufbeuren · Kelheim · Kempten im Allgäu · Kitzingen · Kronach · Kulmbach · Landsberg am Lech · Landshut (stad) · Landkreis Landshut · Lichtenfels · Lindau · Main-Spessart · Memmingen · Miesbach · Miltenberg · Mühldorf am Inn · München · Landkreis München · Neuburg-Schrobenhausen · Neumarkt in der Oberpfalz · Neurenberg · Neustadt an der Aisch-Bad Windsheim · Neustadt an der Waldnaab · Neu-Ulm · Nürnberger Land · Oberallgäu · Ostallgäu · Passau (stad) · Landkreis Passau · Pfaffenhofen an der Ilm · Regen · Regensburg (stad) · Landkreis Regensburg · Rhön-Grabfeld · Rosenheim (stad) · Landkreis Rosenheim · Roth · Rottal-Inn · Schwabach · Schwandorf · Schweinfurt (stad) · Landkreis Schweinfurt · Starnberg · Straubing · Straubing-Bogen · Tirschenreuth · Traunstein · Unterallgäu · Weiden in der Oberpfalz · Weilheim-Schongau · Weißenburg-Gunzenhausen · Wunsiedel im Fichtelgebirge · Würzburg (stad) · Landkreis Würzburg
Arnstorf ·
Bad Birnbach ·
Bayerbach ·
Dietersburg ·
Eggenfelden ·
Egglham ·
Ering ·
Falkenberg ·
Gangkofen ·
Geratskirchen ·
Hebertsfelden ·
Johanniskirchen ·
Julbach ·
Kirchdorf a.Inn ·
Malgersdorf ·
Massing ·
Mitterskirchen ·
Pfarrkirchen ·
Postmünster ·
Reut ·
Rimbach ·
Roßbach ·
Schönau ·
Simbach a.Inn ·
Stubenberg ·
Tann ·
Triftern ·
Unterdietfurt ·
Wittibreut ·
Wurmannsquick ·
Zeilarn